# Villerupt
Villerupt (in lussemburghese Weller, in tedesco Weiler) è un comune francese di 9 623 abitanti situato nel dipartimento della Meurthe e Mosella nella regione del Grand Est. Come Hussigny-Godbrange, Audun-le-Tiche, Villerupt è un centro storicamente legato all'immigrazione italiana in Francia. È attraversato dal fiume Alzette.
A Villerupt si organizza ogni anno il Festival du Film Italien de Villerupt.

## Società

### Evoluzione demografica
Abitanti censiti

## Amministrazione

### Gemellaggi
- Aulla (Italia)